# Illustre Lieve Vrouwe Broederschap
De Illustre Lieve Vrouwe Broederschap is een uit 1318 daterende broederschap in de Brabantse stad 's-Hertogenbosch. Sinds de Reformatie bestaat het genootschap uit achttien katholieke en achttien protestantse leden die van oudsher een vooraanstaande maatschappelijke positie innemen. De broederschap "draagt zorg voor haar eeuwenoude materiële en immateriële cultureel erfgoed, bevordert de onderlinge christelijke saamhorigheid en de broederlijke band, en houdt daarbij steeds oog voor de ontwikkelingen en problemen in de moderne tijd". 'Illustre' betekent hier beroemd en heeft betrekking op de Zoete Moeder Maria. Het genootschap is gevestigd in het Zwanenbroedershuis in 's-Hertogenbosch, dat tevens een museum is.

## Geschiedenis
De Illustre Lieve Vrouwe Broederschap werd begin 14e eeuw opgericht door een aantal Bossche 'clerici et scolares' (geestelijken en aspirant-geestelijken) ter ere van de Illustere Lieve Vrouwe ofwel Maria. Aanleiding daarvoor was de opkomende Mariaverering in de stad. De broederschap werd in 1318 van statuten voorzien en door de bisschop van Luik erkend.

### Broeders en buitenleden
Aanvankelijk waren alleen geestelijken lid van de broederschap. Vanaf 1371 werden ook anderen toegelaten, onder wie vrouwen. Om onderscheid te maken tussen geestelijke en niet-geestelijke leden werd de eerste groep gezworen broeders genoemd en de tweede de buitenleden. Gezworen broeder werd men uitsluitend op uitnodiging en men moest minimaal de kruinschering hebben ondergaan. Voor het heil van al haar leden – inclusief de buitenleden – droeg deze groep gezworenen één keer per week een mis op in de Broederschapskapel in de Sint-Janskathedraal, de huidige H. Sacramentskapel. Deze kapel is rijkelijk versierd en nog steeds te bezichtigen. Daarnaast kwamen de gezworenen meerdere keren per jaar bijeen om te vergaderen en was het gebruik dat iedere gezworene eens in de zoveel tijd een maaltijd voor zijn medebroeders organiseerde en gastheer was. De onderwerpen betroffen onder andere: de verering van Maria en de armenzorg. Ook leverde de Broederschap vanaf de 14e eeuw een bijdrage aan de ontwikkeling van 's-Hertogenbosch als belangrijk centrum van laat-middeleeuwse muziek.

### Zwanenbroeders
Vanaf 1384 is zwaan als gerecht te vinden op tafel bij de gezamenlijke maaltijden van de gezworen broeders. De vogels werden meestal geschonken door een lid van de hoge adel. Deze schenkers kregen sinds 1488 de naam Zwanenbroeder. Inmiddels konden ook edellieden van binnen en buiten de stad lid worden van de steeds prestigieuzer geworden broederschap. Korte tijd later werd het schenken van een zwaan losgekoppeld van de titel Zwanenbroeder. Officieel konden sinds 1520 slechts vier personen tegelijkertijd Zwanenbroeder zijn en moesten ze uit de stad afkomstig zijn. Deze regeling verwaterde echter spoedig. Ook Willem van Oranje werd lid. Tegenwoordig is 'Zwanenbroeder' een eretitel waarvoor alleen vorstelijke personen in aanmerking komen. Prinses Juliana en Prins Bernhard waren Zwanenbroeders. Onder de huidige leden van de Broederschap bevinden zich Prinses Beatrix en koning Willem-Alexander. Zij zijn de enigen die de titel Zwanenbroeder mogen voeren.

### Periode tot 1629

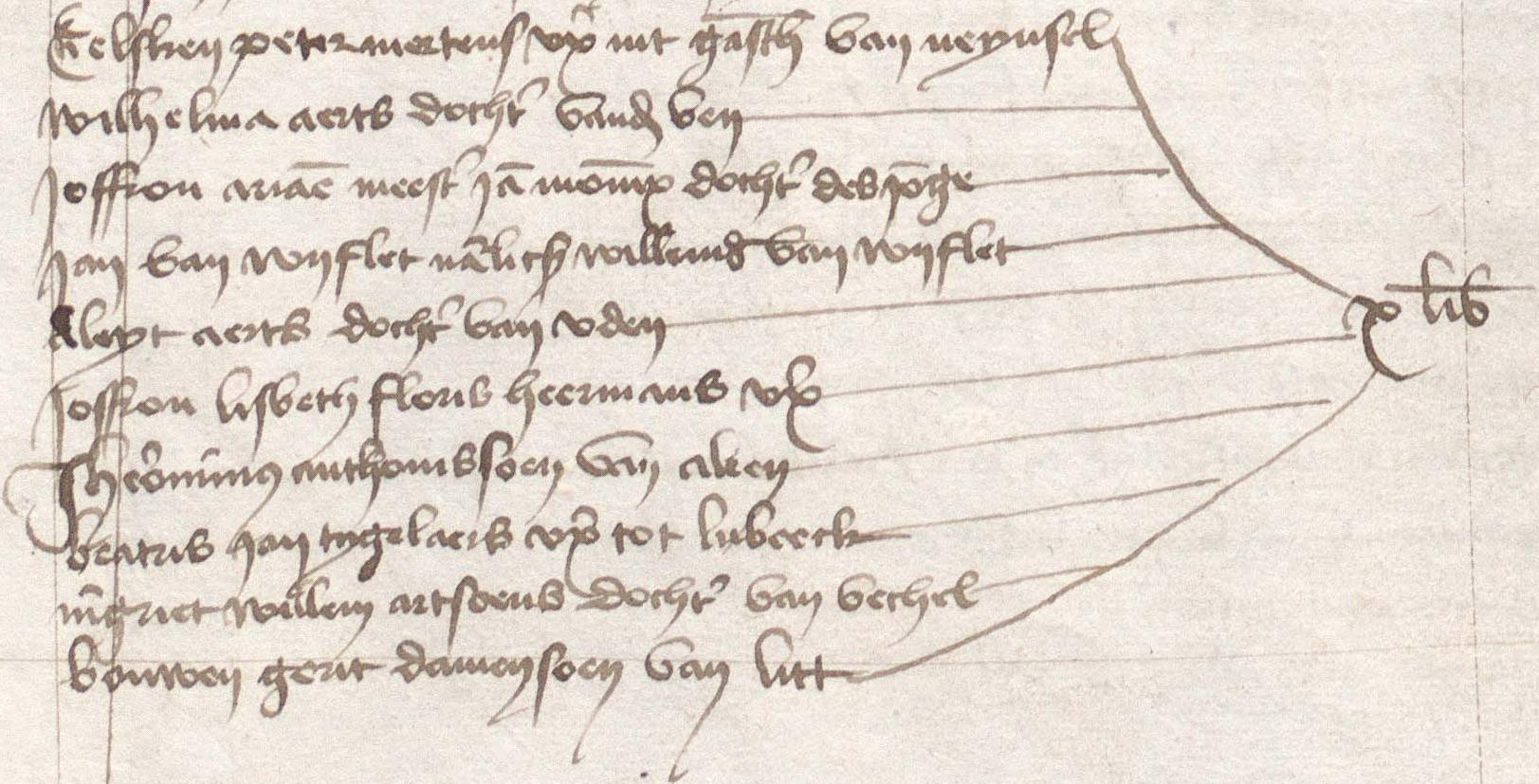
Inschrijvingen van nieuwe leden van de broederschap, onder wie de schilder Jheronimus Bosch

De broederschap speelde een belangrijke rol in de distributie van aflaten, die ze van paus en bisschoppen ontving en die ze met haar leden – zowel gezworenen als buitenleden – deelde. Tussen 1460 en 1530 kende de Broederschap een bloeiperiode, waarin zich jaarlijks honderden buitenleden aanmeldden. Deze nieuwe leden (onder wie bijv. Jheronimus Bosch) kwamen niet alleen uit 's-Hertogenbosch, maar ook van elders; zo meldden zich veel Spanjaarden aan, vaak hoge ambtenaren, die met het gevolg van de landsheer, Filips de Schone en later Karel V, naar de Nederlanden waren gekomen. Door deze groei beschikte de broederschap over steeds meer geld. Dit geld werd gebruikt voor grote opdrachten, zoals het gebeeldhouwde Broederschapsretabel van de Utrechtse beeldhouwer Adriaen van Wesel, dat in 1477 voltooid werd en waarvan zich tegenwoordig twee fragmenten in het Zwanenbroedershuis bevinden. Tegen het eind van de middeleeuwen was de broederschap een instelling, die wij nu een sociëteit zouden noemen, zij het nog steeds met een sterk religieuze inslag.

### Na de val van 's-Hertogenbosch
Na 1520 liep het aantal nieuwe aanmeldingen in snel tempo achteruit. Na de inname van 's-Hertogenbosch door Frederik Hendrik in 1629 veranderde het karakter van het genootschap ingrijpend. In 1642 werden, kort nadat op zijn verzoek de protestantse gouverneur van 's-Hertogenbosch met enige van zijn vrienden tot de Broederschap werd toegelaten, de statuten aangepast: het genootschap bestaat voortaan uit 18 katholieke en 18 protestantse leden. Dit was een compromis: omdat Willem van Oranje lid was geweest werd besloten dat de helft katholiek en de andere helft hervormd moesten zijn.

## Het Zwanenbroedershuis

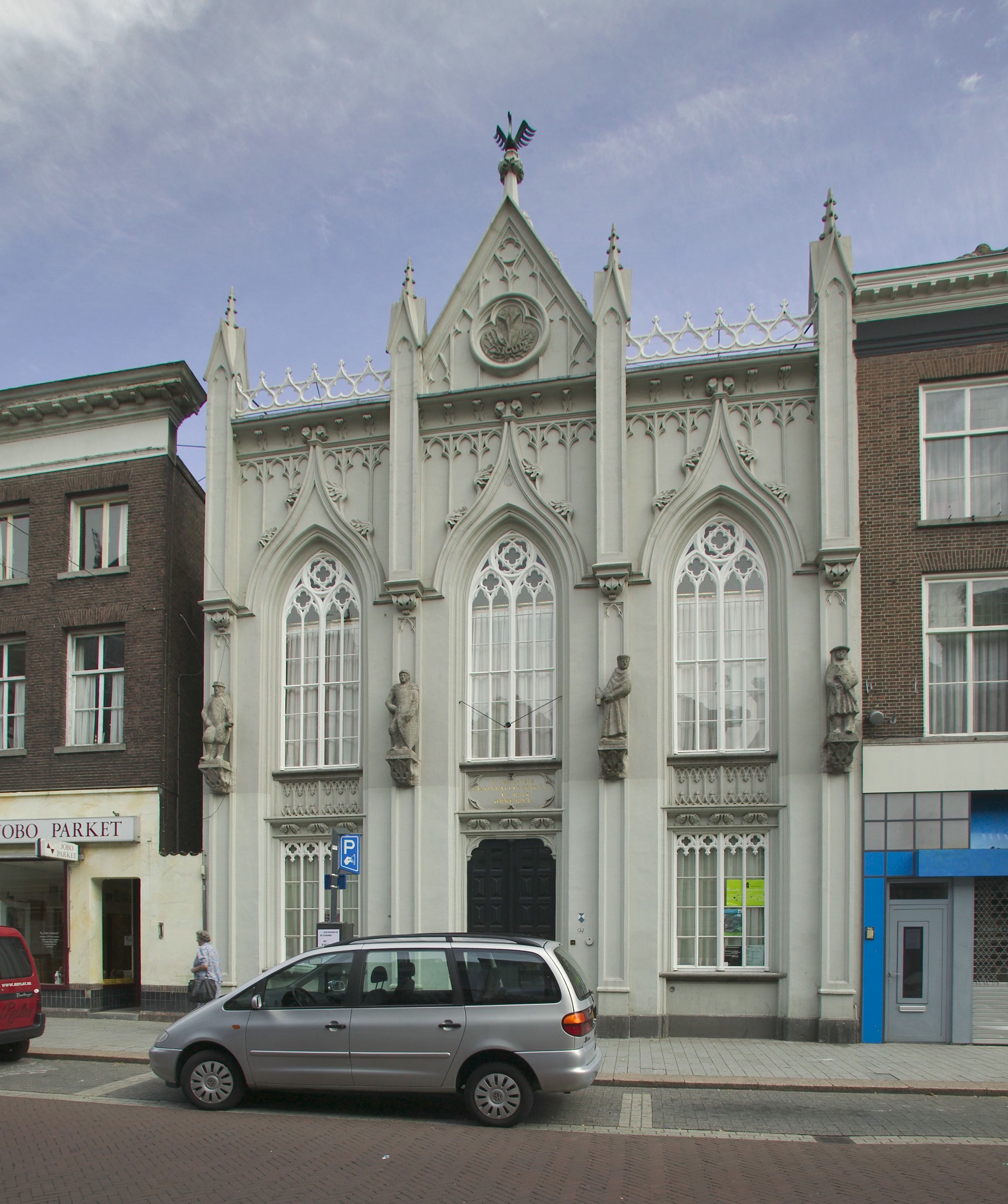
Het Zwanenbroedershuis (2003)

De leden van de Broederschap kwamen aanvankelijk bijeen in de broederschapskapel (tegenwoordig sacramentskapel) in de Sint-Janskathedraal. Vanaf 1483 bezit de Broederschap een eigen pand aan de Hinthamerstraat. Het oorspronkelijke huis, dat in de 16e eeuw gedeeltelijk in renaissancestijl was verbouwd, is in 1839 grotendeels ingestort. Het huidige vroeg-neogotische Zwanenbroedershuis, van architect J.H. Laffertée, dateert uit 1846 en is een rijksmonument. Het is als museum opengesteld voor het publiek. De Stichting Museum Zwanenbroedershuis is een 'culturele ANBI'. De Broederschap zelf is sinds 2008 aangemerkt als ANBI.
In het Zwanenbroedershuis zijn onder meer enkele handgeschreven koorboeken te vinden uit de zestiende eeuw van Petrus Alamire en de eigen kopiist Philippus de Spina. Deze koorboeken werden in opdracht geschreven voor de zangers van de Broederschap en bevatten vele missen en motetten van componisten uit de Renaissance als Pierre de la Rue, Nicolas Champion, Adrian Willaert, Clemens non Papa en Jean Mouton.

## Archief

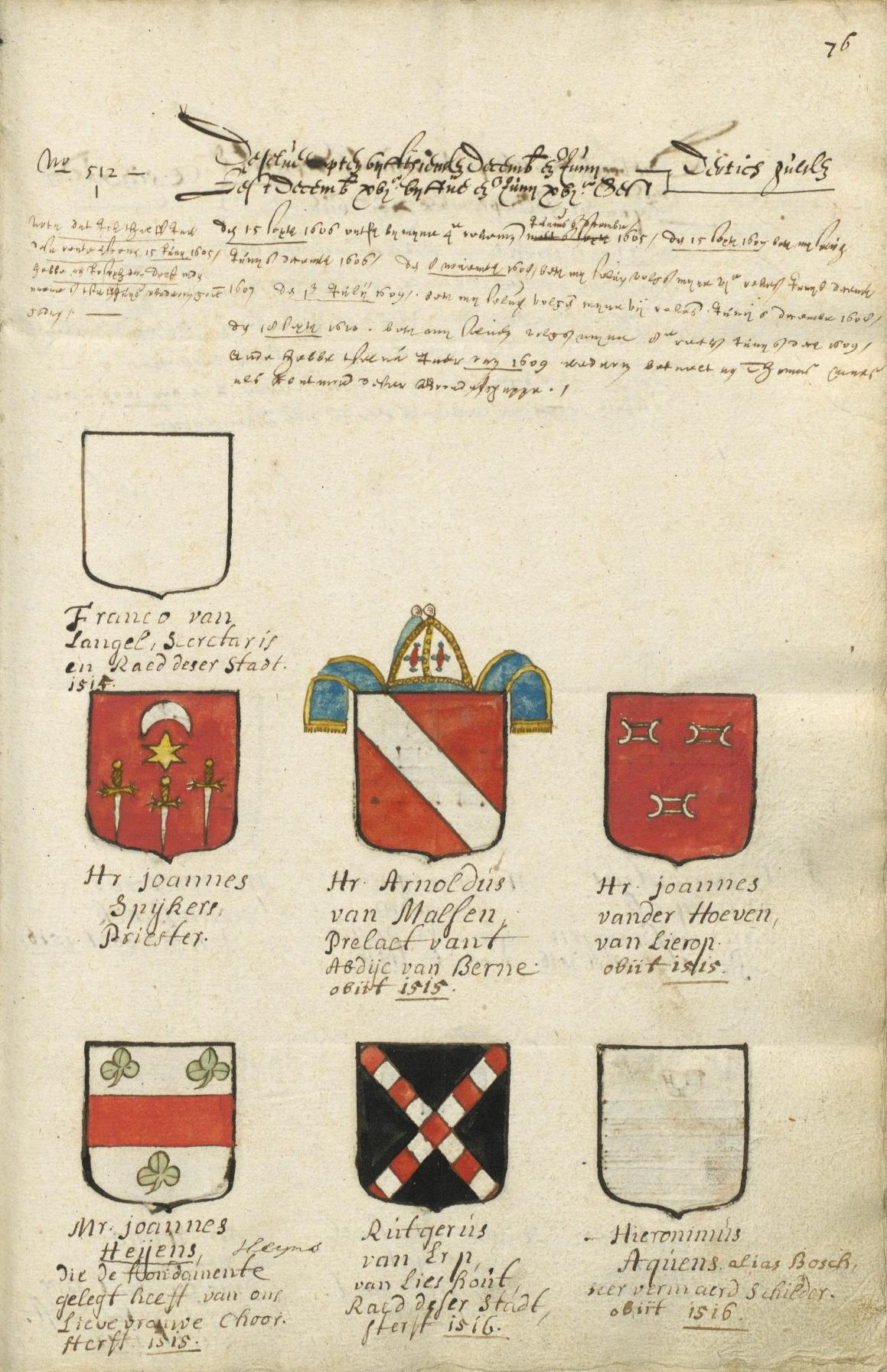
Bladzijde uit een wapenboek van de broederschap

De geschiedenis van het Illustre Lieve Vrouwe Broederschap komt tot uitdrukking in de bewaard gebleven archieven. In het archief wordt onder andere de originele oprichtingsakte uit 1318 bewaard, maar ook aflaatbrieven waarin bisschoppen de voorrechten van de broederschap herbevestigen en documenten die een beeld geven van de bezittingen en activiteiten. Vooral bijzonder zijn de geïllustreerde wapen- en koorboeken. De wapenboeken bevatten de familiewapens van de gezworen broeders, van 1318 tot op heden.
De leden van de broederschap kwamen uit heel West-Europa, maar vooral uit de Nederlanden en de aanpalende Duitse gebieden. Hun namen werden genoteerd in de jaarrekeningen. In deze rekeningen over de periode 1329-1620 kun je zoeken naar personen die lid waren van de broederschap. De namen van leden komen in principe tweemaal in de rekeningen voor, eerst bij de betaling van hun intredegeld en later bij het voldoen van hun doodschuld.
Het archief van de Illustre Lieve Vrouwe Broederschap wordt bewaard in het Brabants Historisch Informatie Centrum in 's-Hertogenbosch. Enkele van de koorboeken worden zoals gezegd tentoongesteld in het Zwanenbroedershuis. De rekeningen, de wapenboeken en veel van de koorboeken zijn integraal gedigitaliseerd en online te bekijken. In de rekeningen en de wapenboeken kan bovendien op naam worden gezocht.

## Bekende leden
- Nycasius de Clibano (fl. 1457-1497), componist en zanger
- Jheronimus de Clibano (ca. 1459-1503), componist en zanger
- Jheronimus Bosch (ca. 1450-1516), schilder
- Jan Heyns (†1516), architect
- Pieter van Os (†1542), historicus en stadssecretaris
- Frederik van Egmont (ca. 1440-1521), graaf van Buren en Leerdam
- Beatrix der Nederlanden (1938), voormalig Koningin der Nederlanden
- Willem-Alexander der Nederlanden (1967), huidig Koning der Nederlanden
- Willem van Oranje (1533-1584), staatsman
- Jan Henrik Telders (1807-1878) president van het Hoog Militair Gerechtshof